# Pteris hamulosa
Pteris hamulosa är en kantbräkenväxtart som beskrevs av Christ. Pteris hamulosa ingår i släktet Pteris och familjen Pteridaceae. Inga underarter finns listade.